# مريم المجدلية

لوحة لمريم المجدلية

مريم المجدلية من أهم الشخصيات المسيحية المذكورة في العهد الجديد وتعتبر من أهم النساء من تلاميذ المسيح والشاهدة على قيامته وأول الذاهبين لقبره حسب ماذكره الإنجيل. (وَبَعْضُ النِّسَاءِ كُنَّ قَدْ شُفِينَ مِنْ أَرْوَاحٍ شِرِّيرَةٍ وَأَمْرَاضٍ: مَرْيَمُ الَّتِي تُدْعَى الْمَجْدَلِيَّةَ الَّتِي خَرَجَ مِنْهَا سَبْعَةُ شَيَاطِينَ)(لو2:8) (11 أَمَّا مَرْيَمُ فَكَانَتْ وَاقِفَةً عِنْدَ الْقَبْرِ خَارِجًا تَبْكِي. وَفِيمَا هِيَ تَبْكِي انْحَنَتْ إِلَى الْقَبْرِ، 12 فَنَظَرَتْ مَلاَكَيْنِ بِثِيَابٍ بِيضٍ جَالِسَيْنِ وَاحِدًا عِنْدَ الرَّأْسِ وَالآخَرَ عِنْدَ الرِّجْلَيْنِ، حَيْثُ كَانَ جَسَدُ يَسُوعَ مَوْضُوعًا. 13 فَقَالاَ لَهَا:«يَا امْرَأَةُ، لِمَإذَا تَبْكِينَ؟» قَالَتْ لَهُمَا:«إِنَّهُمْ أَخَذُوا سَيِّدِي، وَلَسْتُ أَعْلَمُ أَيْنَ وَضَعُوهُ!». 14 وَلَمَّا قَالَتْ هذَا الْتَفَتَتْ إِلَى الْوَرَاءِ، فَنَظَرَتْ يَسُوعَ وَاقِفًا، وَلَمْ تَعْلَمْ أَنَّهُ يَسُوعُ. 15 قَالَ لَهَا يَسُوعُ:«يَا امْرَأَةُ، لِمَإذَا تَبْكِينَ؟ مَنْ تَطْلُبِينَ؟» فَظَنَّتْ تِلْكَ أَنَّهُ الْبُسْتَانِيُّ، فَقَالَتْ لَهُ:«يَا سَيِّدُ، إِنْ كُنْتَ أَنْتَ قَدْ حَمَلْتَهُ فَقُلْ لِي أَيْنَ وَضَعْتَهُ، وَأَنَا آخُذُهُ». 16 قَالَ لَهَا يَسُوعُ:«يَا مَرْيَمُ» فَالْتَفَتَتْ تِلْكَ وَقَالَتْ لَهُ: «رَبُّونِي!» الَّذِي تَفْسِيرُهُ: يَا مُعَلِّمُ. 17 قَالَ لَهَا يَسُوعُ:«لاَ تَلْمِسِينِي لأَنِّي لَمْ أَصْعَدْ بَعْدُ إِلَى أَبِي. وَلكِنِ إذْهَبِي إِلَى إِخْوَتِي وَقُولِي لَهُمْ:إِنِّي أَصْعَدُ إِلَى إِلهِي وَإِلهِكُمْ». 18 فَجَاءَتْ مَرْيَمُ الْمَجْدَلِيَّةُ وَأَخْبَرَتِ التَّلاَمِيذَ أَنَّهَا رَأَتِ الرَّبَّ، وَأَنَّهُ قَالَ لَهَا هذَا.)(يو20)

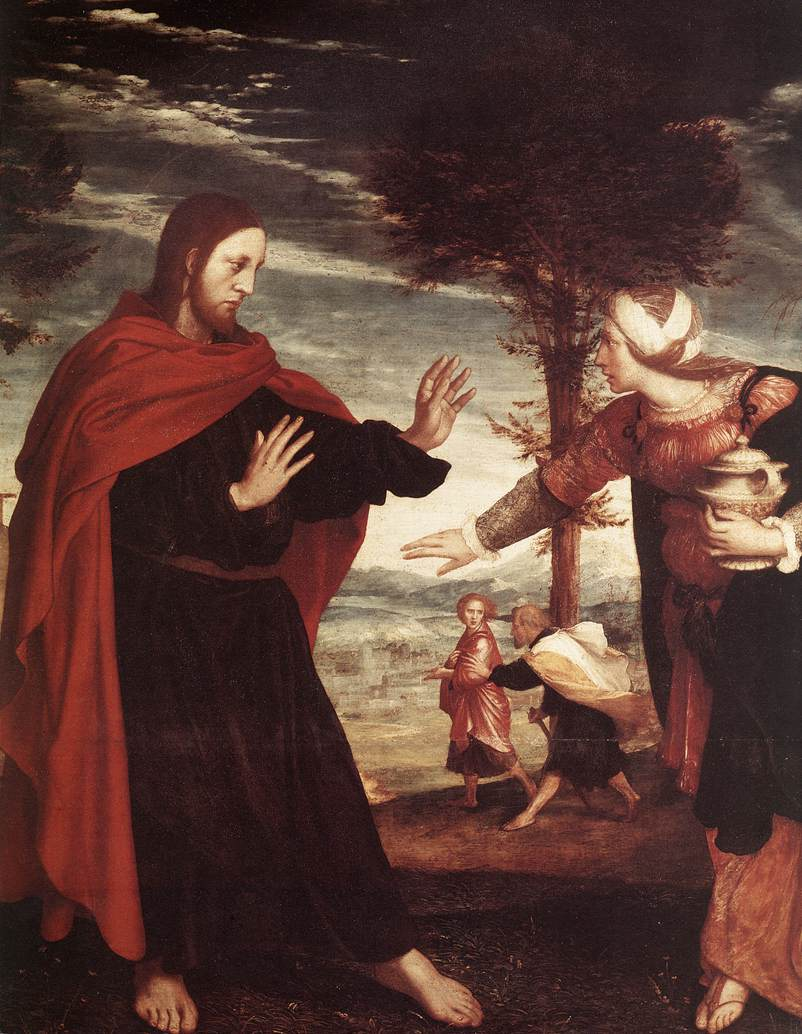
صورة تمثل يسوع المسيح يظهر لمريم المجدلية بعد قيامته

## نبذة

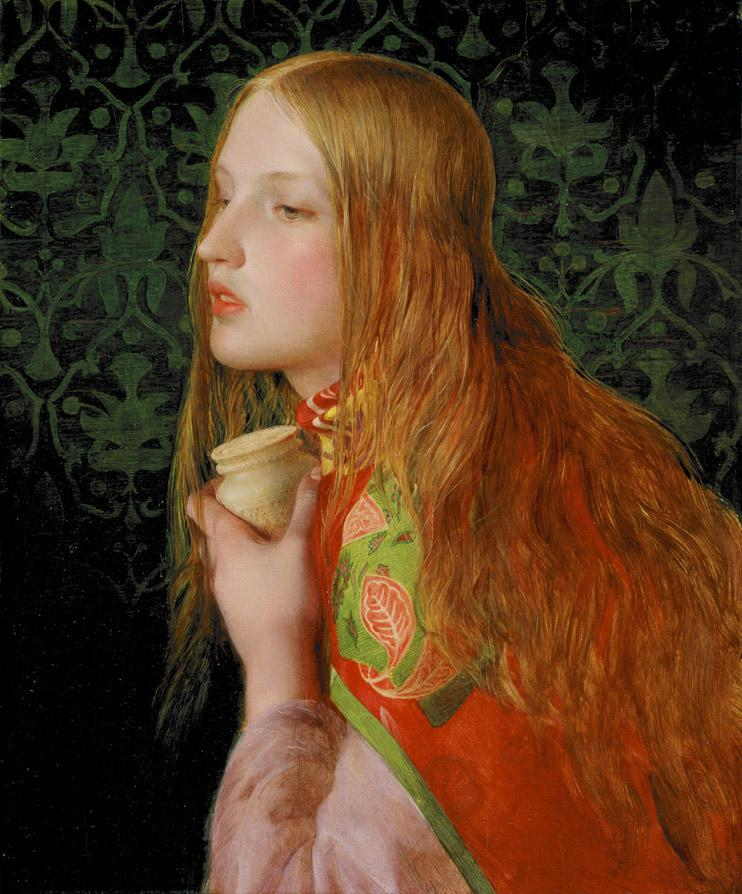
مَرْيَمُ الْمَجْدَلِيَّةَ بريشة الفنان البريطاني فريدريك سانديز رسمها ما بين 1858-1860. متحف ديلاوير للفنون. ويلمنغتون (ديلاوير)

تعتبر من أهم التلميذات ليسوع المسيح، وتعتبر رمزا للإنسان الخاطئ الذي يتوب. ولها مكانة عالية هي أول من ظهر لها المسيح بعد موته حسب ما جاء في إنجيل يوحنا (يو20). واعترف بمريم المجدلية قديسة ويحتفل بها في 22 تموز/يوليو من كل عام.

## إيمانها بالمسيح
شفاها يسوع المسيح بأن أخرج منها سبعة شياطين، وكانت إحدى النساء اللاتي كن يخدمنه في الجليل (لو 8: 1-2)، وكانت حاضرة عند صلبه وذهبت إلى القبر مع اثنتين آخرتين فوجدن القبر فارغًا). ويقول القديس مرقس في إنجيله إنها أول من ظهر لهم السيد المسيح بعد قيامته (مر 16: 9)، ويضيف القديس يوحنا أن السيد أعطاها رسالة لتنقلها إلى الاخوة (يو (20: 11-18). من ضمن النساء اللاتي يُذكَرن في الإنجيل: «المرأة الخاطئة» (لو 7: التي لم يُذكَر اسمها، ومريم من بيت عنيا ومرثا أختها (لو 10: 38-43).وبحسب التقليد الشرقي فإنهن - بالإضافة إلى المجدلية - يُعدّون ثلاثة أشخاص مختلفين، أما حسب التقليد الغربي فإنهم يتبعون القديس غريغوريوس الكبير بِعدِّهم شخصًا واحدًا (المرأة الخاطئة ومريم أخت مرثا ومريم المجدلية)، إلا أن رأي القديس أمبروسيوس بعد ذلك أن يُترَك هذا السؤال بدون إجابة. وبسبب هذا التقليد الغربي، يُنظَر إلى القديسة مريم المجدلية أنها نموذج مذهل للإنسان التائب. ومنذ سنة 1969م أُخِذ في الاعتبار التقليد الشرقي في التقويم الروماني الجديد، وتُعيِّد لها الكنيسة الكاثوليكية في الثاني والعشرين من شهر تموز.